# Вест Бриџфорд
Вест Бриџфорд (енгл. West Bridgford) је град у Уједињеном Краљевству у Енглеској. Према процени из 2007. у граду је живело 50.923 становника.

## Становништво
Према процени, у граду је 2008. живело 50.923 становника.
| 1981.  | 1991.  | 2001.  |
| ------ | ------ | ------ |
| 27,463 | 33,843 | 43,395 |